# 11 septembre 1978
Le lundi 11 septembre 1978 est le 254e jour de l'année 1978.

## Naissances
- Ahmad Parhizi, journaliste iranien
- Ben Lee, chanteur et acteur australien
- Dejan Stanković, footballeur serbe
- Ed Reed, joueur de football américain
- Else-Marthe Sørlie-Lybekk, handballeuse norvégienne
- Kathryn Gordon, actrice américaine
- Laurent Courtois, footballeur français
- Marta Gómez, musicienne colombienne
- Michael Campbell, athlète jamaïcain
- Pablo Contreras, joueur de football chilien
- Rumi, rappeuse japonaise
- Tom Stallard, rameur britannique

## Décès
- Carlos Romero Giménez (né le 7 novembre 1890), militaire espagnol
- Claudius Buard (né le 7 février 1900), personnalité politique française
- Eduard Wagner (né le 20 juin 1896), entomologiste allemand (1896–1978)
- Guéorgui Markov (né le 1er mars 1929), écrivain bulgare
- Kō Nakahira (né le 3 janvier 1926), réalisateur japonais
- O. E. Hasse (né le 11 juillet 1903), acteur de cinéma et de télévision
- Omar Browning (né le 5 octobre 1911), joueur de basket-ball américain
- Philip Johnston (né le 17 septembre 1892), militaire américain
- Ronnie Peterson (né le 14 février 1944), pilote automobile suédois
- Valerian Gracias (né le 23 octobre 1900), prélat catholique

## Événements
- Les ouvriers des raffineries pétrolières d'Ispahan, Chiraz, Tabriz et Abadan, se joignent à la grève de ceux de Téhéran.
- Création des armoiries du Territoire du Nord
- Sortie de l'album Starmania – Ou La Passion de Johnny Rockfort Salon Les Evangiles Télévisés
- Début du tournoi de San Antonio 1978
- Début de l'open de Tokyo 1978